# A&M Records
A&M Records — американський лейбл звукозапису.
Звукозаписувальну компанію було створено у 1962 році Хербом Альпертом і Джеррі Моссом. Спершу вони називалися Carnival Records і видали під цією назвою два сингли, а потім вирішили залишити тільки першу частину назви — Carnival. Зрештою компанія змінила свою назву на «A&M» — по перших літерах прізвищ її засновників, Альперта та Мосса. Ініціатором створення компанії був Херб Альперт, відомий музикант, трубач, якому відмовили видавати його записи на лейблі RCA Records і він вирішив створити власну компанію. Диск Альперта Lonely Bull став одним з перших успішних релізів A&M. Іншими популярними записами, що виходили на лейблі, стали платівки The Sandpipers, Сергіо Мендеса та Кріса Монтеса.
Перші роки існування й аж до 1967 року, продукція A&M поширювалася у Великій Британії за допомогою лейбла Pye Records. З іншого боку, A&M Records самі розповсюджували компакт-диски інших лейблів, в тому числі Dark Horse Records (1974—1976), I.R.S. Records (1979—1985), Windham Hill Records (1982—1985), Gold Mountain Records (1983—1985), Word Records (1985—1990), Cypress Records (1988—1990) та Perspective Records (1990—1996).
A&M Records була продана PolyGram в 1989 році за 500 мільйонів доларів. 1998 року PolyGram об'єдналася з Universal Music Group, і A&M Records увійшла до Interscope Records, разом з іншим лейблом Geffen Records.
З 1966 по 1999 штаб-квартира A&M Records та власна студія звукозапису A&M Studios знаходилася в історичній студії Чарлі Чапліна на розі бульварів Сансет і Ла-Бреа в Голлівуді.